# 香港中醫藥管理委員會
香港中醫藥管理委員會是根據香港法例第549章《中醫藥條例》於1999年9月13日成立的香港法定組織，負責實施各項中醫及中藥的規管措施。其目標是規管中醫藥以保障香港公眾健康和消費者權益，及透過業界實踐自我規管確保香港中醫藥行業的專業水平 。

## 歷史
1985年，香港出現中藥事故，香港政府開始關注中醫藥監管問題。1989年8月，成立了「中醫藥工作小組」。根據工作小組的建議，香港政府在1995年4月成立了「香港中醫藥發展籌備委員會」。
由於《香港特別行政區基本法》內有「發展中西醫藥」一詞，中醫藥業界眼看1997年後中醫藥監管將是無可能再以中國固有傳統習俗豁免監管，故積極參與政府籌備委員會。
籌備委員會成員由香港政府委任，主席為時任香港浸會大學校長謝志偉博士出任，其他委員多為各大中醫社團推薦，由政府委任的。基於歷史背景香港中醫藥管理委員會首任主席是謝志偉博士，委員大部份也是由籌委會轉任，並依法例加入其他業外人士。
香港中醫藥管理委員會的第一屆與第二屆主席是浸大校長謝志偉，第三屆與第四屆主席是范佐浩先生。

## 組織結構
香港中醫藥管理委員會成員19人，包括
- 1名 主席；
- 5名 中醫師；
- 5名 來自中藥業的人士；
- 2名 來自香港的教育或科研機構的人士（一直是各大學任教/科研中醫藥的教授）；
- 3名 業外人士；
- 2名 公職人員；

及衛生署署長（當然成員）。
中醫組：
- 註冊事務小組；
- 考試小組；
- 紀律小組；
- 中醫學位課程評審小組；
- 道德事務小組；
- 健康事務小組。

中藥組：
- 中藥管理小組；
- 中藥業管理小組；
- 中藥業監管小組。

## 相關參見
- 中醫藥發展委員會
- 香港中藥藥劑師協會

## 外部連結
- 香港中醫藥管理委員會 （页面存档备份，存于）